# NN-32
La carretera NN-32 es una vía departamental secundaria localizada en el departamento de Estelí, Nicaragua. Con una longitud de 6,20 kilómetros, conecta la comunidad turística y ecológica de La Garnacha con el municipio de San Nicolás, formando parte de la Red vial de Nicaragua como carretera vecinal.

## Trazado y cruces
La carretera parte desde la zona de La Garnacha y se dirige en sentido sur hasta alcanzar el casco urbano de San Nicolás. Atraviesa zonas agrícolas y rurales del norte del departamento de Estelí.
| km   | Localidad   | Departamento | Conexión / Ruta  |
| ---- | ----------- | ------------ | ---------------- |
| 0    | La Garnacha | Estelí       | Camino ecológico |
| 3,2  | Los Llanos  | Estelí       | Camino rural     |
| 6,20 | San Nicolás | Estelí       | NIC 5            |

## Coordenadas
Uno de los tramos de la NN-32 puede ser encontrado en las coordenadas: 13°19′05″N 86°22′38″O / 13.3181, -86.3772